# Sol (øl)
 For alternative betydninger, se Sol. (Se også artikler, som begynder med Sol)
Sol er et øl mærke fra det mexicanske bryggeri Cervecería Cuauhtémoc Moctezuma. Øllet kommer fra El Sol (solen). Legender siger at bryggerimesteren ved Salto del Agua (et lokalt bryggeri ved Mexico City) opdagede solstråler i beholderen øllet blev brygget i. Derfor fik det navnet El Sol. I 1912 overtog Moctezuma-bryggeriet Salto del Agua. El Sol skiftede navn til Sol i 1924, og begyndte slå igennem nationalt. Senere overtog Cervecería Cuauhtémoc Moctezuma Moctezuma-bryggeriet, og Sol var et lille regionalt øl mærke frem til starten af 1900-tallet. Senere i 90-tallet blev Sol introducert på det internationale marked.
I dag bliver Sol producert både i bokse og glasflasker i mange forskellige størrelser. Sol-serien består af:
- Sol Clara
- Sol Brava
- Sol Light
- Sol Cero
- Sol Limón y Sal
- Sol Cero Limón y Sal

Sol distribueres og markedsføres i Danmark af Royal Unibrew A/S.

## Links
- Produktinformation